# Cimatti Museum
Il Cimatti Museum di Tokyo è un museo che raccoglie oggetti, libri e soprattutto le lettere di don Vincenzo Cimatti, fondatore dell'opera salesiana in Giappone. Si trova nella periferia di Tokyo, nella città di Chōfu, e fu costruito nel 1983.
Il museo raccoglie molte opere di don Vincenzo: circa 950 sue composizioni musicali, tra cui 18 Messe cantate, la prima opera in lingua giapponese Hosokawa Grazia in tre atti, e 48 operette. La raccolta si deve soprattutto al maestro Ino Savini, e a don Roberto Bosco, antico allievo del Cimatti.
Il museo raccoglie pure le piante, conchiglie, alghe, insetti e farfalle, e i due cataloghi che don Cimatti ne stampò con i nomi scientifici e il nome giapponese. Molte le spedì a Torino al Museo Don Bosco di Valsalice e ad altri musei italiani, ma la maggior parte si trova nel Museo di Tokyo. Vi si trova pure una preziosa raccolta di fossili e minerali, tra cui spicca la raccolta di pesci e piante venute da Bolca nei pressi di Verona, procuratigli dal suo allievo don Giuseppe Grigoletto. Ci sono anche fossili e minerali venuti dall'Argentina e da altre parti del mondo, fattigli pervenire dai suoi affezionati allievi sparsi ovunque nel mondo.
Il più grande tesoro del museo sono i libri di studio e di devozione del Cimatti, i suoi oggetti personali, le sue prediche e numerosissimi altri scritti, ma specialmente la raccolta delle sue 6138 lettere finora rinvenute. Parte degli originali si trovano nell'archivio della Casa Generalizia dei Salesiani a Roma, ma buona parte sono nel Museo di Tokyo.